# 중통
중통(中統, 1260년 5월 ~ 1264년 8월)은 몽골 제국 세조(世祖) 쿠빌라이 세첸 칸의 첫번째 연호이다. 4년 3개월 가량 사용하였다.

## 개원
- 경신년(庚申年) 5월 20일[1](율리우스력 1260년 6월 29일)에 대칸 즉위 후, 연호를 중통(中統)으로 건원함.[2][3][4][5]

- 중통(中統) 5년 8월 16일[6](율리우스력 1264년 9월 7일)에 연호를 지원(至元)으로 개원함.[7][3][8][5]

## 연대 대조표
| 중통 | 서기(西紀) | 간지(干支) | 남송 연호       |
| 원년 | 1260년     | 경신(庚申) | 경정(景定) 원년 |
| 2년  | 1261년     | 신유(庚辰) | 경정 2년        |
| 3년  | 1262년     | 임술(辛巳) | 경정 3년        |
| 4년  | 1263년     | 계해(壬午) | 경정 4년        |
| 5년  | 1264년     | 갑자(甲子) | 경정 5년        |

## 동시대 연호

### 중국
남송(南宋)
- 경정(景定) (1260년 ~ 1264년)

### 베트남
- 티에우롱(紹隆) (1258년 ~ 1272년)

### 일본
- 분오(文應) (1260년 ~ 1261년)
- 고초(弘長) (1261년 ~ 1264년)
- 분에이(文永) (1264년 ~ 1275년)

## 같이 보기
- 중국의 연호